# Ratpenat de dits llargs petit
El ratpenat de dits llargs petit (Miniopterus minor) és una espècie de ratpenat que es troba a la República del Congo, la República Democràtica del Congo, Kenya, Tanzània i São Tomé i Príncipe.